# Balogh-völgyi 1. sz. odú
A Balogh-völgyi 1. sz. odú a Duna–Ipoly Nemzeti Parkban található Vértes hegységben, Csákváron lévő egyik barlang.

## Leírás
Csákvár külterületén, fokozottan védett területen, erdőben helyezkedik el a barlang. Csákvár központjától Ny-ra, a Balogh-völgyben, a település szélén található parkolótól kezdődő tanösvény mellett fekszik a barlang. Ahol az ösvény nagyon emelkedni kezd, és mindkét oldalán kis sziklák tűnnek fel, attól a helytől jobbra, a völgy K-i oldalában, az úttól kb. 15 m-re, egy D-re tekintő sziklafal tövében van az üreg bejárata. Turistatérképeken jelölve van a barlang helye barlangjellel és a barlang nevének feltüntetésével. A Balogh-völgyi 1. sz. odútól 5 m-rel feljebb nyílik a Balogh-völgyi 2. sz. odú bejárata.
A Balogh-völgyi 1. sz. odú egy függőleges repedés mentén, karsztvízszint alatti oldódás miatt alakult ki. Befoglaló kőzete triász dolomit. Elnyúlt háromszög alakú bejárata egy oldott falú, hasadék jellegű kis üregbe vezet, mely a végén lealacsonyodik és elszűkül. Jobb oldalán, derékmagasságban egy kis párkány húzódik végig. Falai nagyon algásak. Kitöltése talajból, humuszból és sok avarból áll. A könnyen megközelíthető, könnyen járható barlang megtekintéséhez nem szükséges engedély.
1984-ben volt először Balogh-völgyi 1. sz. odú néven említve a barlang az irodalmában. Előfordul a barlang az irodalmában Balogh-völgyi 1. odú (Egri 2003), Balogh-völgyi–1. odú (Kocsis 1975), Balogh-völgyi–odu (Bertalan 1976), Balogh-völgyi-odú (Kordos 1984) és Balogh-völgyi odú (Egri 2003) neveken is.

## Kutatástörténet
A Kocsis Antal által írt, 1975-ben megjelent kiadványban szó van arról, hogy a Balogh-völgyi–1. odú a csákvári kéttornyú templomtól Ny-ra, kb. 2 km-re, a Kerek-hegy melletti Balogh-völgy felső végénél, egy karsztos, kb. 20 m magas dolomit sziklaszirt aljában található. A breccsás, repedezett és korrodált falú kis barlang 2,1 m hosszú, 1,3–0,9 m széles és 1,9–2,1 m magas. Az üreg a felülről (repedés mentén) lefelé szivárgó csapadékvíz mállasztó tevékenysége miatt alakult ki. A Balogh-völgyi 1. sz. odú felett van a Balogh-völgyi 2. sz. odú. A kiadványban lévő térképmellékleten látható a Balogh-völgyi 1. sz. odú földrajzi elhelyezkedése. A térképen 15-ös számmal van jelölve a barlang.
Az 1976-ban befejezett, Magyarország barlangleltára című kéziratban az olvasható, hogy a Vértes hegységben, Csákváron helyezkedik el a Balogh-völgyi–odu. A barlang a Kerek-hegy mellett lévő Balogh-völgy felső végénél, kb. 20 m magas, karsztos dolomitszirt tövében van. A barlang 2,1 m hosszú, 1,3–0,9 m széles és 1,9–2,1 m magas. A repedések mentén beszivárgó csapadékvíz által kivájt kis üregnek repedezett fala van. A Balogh-völgyi 1. sz. odú felett, 8 m-re van a Balogh-völgyi 2. sz. odú bejárata. A kézirat Balogh-völgyi 1. sz. odút ismertető része 1 publikáció alapján lett írva.
Az Alba Regia Barlangkutató Csoport által 1979-ben készített kézirat szerint a Balogh-völgyi 1. odut (B1) Kocsis Antal írta le ugyanezen a néven. Az általa írt kiadványban ez a 15-ös számú üreg. A Vértes hegység turistatérképein a völgy neve Bálog-völgy, az 1. számú és a 2. számú odúnak pedig Balog-völgyi-lyuk a neve. A Balogh-völgyi 1. sz. odú Csákvár szélén (Fejér megye, Bicskei járás) helyezkedik el. A barlang a csákvári kéttornyú templomtól 276°-ra, kb. 2 km-re, a Balogh-völgy felső végén, egy kb. 20 m magas, É-ra tekintő sziklafal tövében, 280 m tszf. magasságban van. Az üreg háromszög alakú, 2,8 m magas, talpán 1,3 m széles bejárata közvetlenül a sziklafal talpszintjén nyílik. Megtudja mutatni Szolga Ferenc a helyi jelentőségű, eső esetén esetleg menedéknek alkalmas üreget.
A vízszintes aljú, száraz kis sziklaodú befoglaló kőzete durva dolomitbreccsa. Kitöltése némi erdei talajból, kődarabokból és némi dolomitlisztből áll. Repedés mentén kifagyás miatt alakult ki a befelé szűkülő és alacsonyodó üreg. Falain dolomitliszt pergés, sárga, ásványos elszíneződés látszik. Kitöltésének felszínén friss tüzelés nyomai vehetők észre, bejáratánál pedig egy kőből kirakott küszöb van. A barlang 3,2 m vízszintes kiterjedésű, 2,6 m magas (legmagasabban lévő pontja a bejáratnál van) és 1,3 m széles. Nem érdemes tovább kutatni a barlangot, melyben az Alba Regia Barlangkutató Csoport tagjai 1979. február 11-én, kataszterezés során jártak. A tagok elvégezték az üreg bejárását, felmérését és leírták a barlangot.
A kéziratba bekerült a barlang alaprajz térképe, hosszmetszet térképe és két keresztszelvény térképe. A térképek 1:100 méretarányban ábrázolják a barlangot. Az alaprajz térkép használatához a térképlapon jelölve van az É-i irány. Az egyik keresztszelvény térkép a barlangbejáratot mutatja be. Az alaprajz térképen megfigyelhető az egyik keresztszelvény (nem a barlangbejárat) elhelyezkedése a barlangban. A térképek elkészítéséhez a barlangot Szolga Ferenc és Widermann Tibor mérték fel 1979. február 11-én. A térképeket 1979. február 23-án rajzolta Szolga Ferenc. A kéziratban látható Csákvár nyugati részének térképe (kb. 1:25.000 méretarány). A térképen jelölve van az É-i irány. A térképen megfigyelhető a Balogh-völgyi 1. sz. odú (a térképen: B1) földrajzi elhelyezkedése.

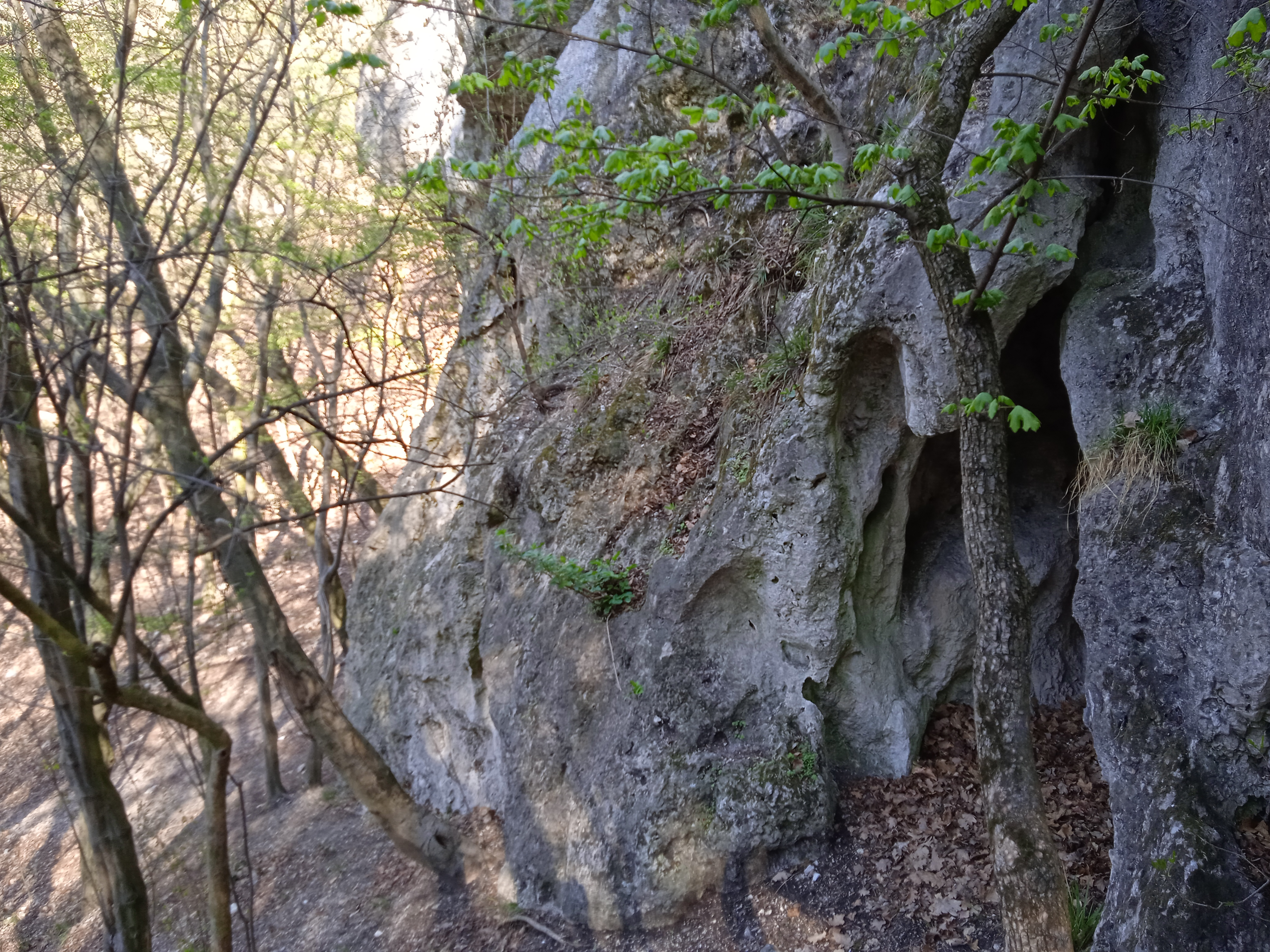
A Balogh-völgyi 1. sz. odú bejárata és bejáratának környéke

Az 1984-ben kiadott, Magyarország barlangjai című könyv országos barlanglistájában szerepel a Vértes hegység barlangjai között a barlang Balogh-völgyi 1. sz. odú (Balogh-völgyi-odú) néven. A listához kapcsolódóan látható a Dunazug-hegység barlangjainak földrajzi elhelyezkedését bemutató 1:500 000-es méretarányú térképen a barlang földrajzi elhelyezkedése. A Béni Kornél és Viszló Levente által írt, 1996-ban napvilágot látott könyvben szó van arról, hogy a Balogh-völgy két odúja (Balogh-völgyi 1. sz. odú, Balogh-völgyi 2. sz. odú) és sziklahasadéka minden tekintetben hasonló a Kő-lik-völgy barlangjaihoz.
A barlang 2003. május 11-én, BTI kataszteri felvétel alapján készült nyilvántartólapja szerint a 4521-25 barlangkataszteri számú Balogh-völgyi 1. odú (Balogh-völgyi odú) a Vértes hegységben lévő Csákváron (Fejér megye) található. Az üreg bejáratának koordinátái (Trimble Geoexplorer 3): X: 604030, Y: 228124, Z: 289. Hegyoldalon lévő sziklafal tövében, erdőben van a barlang 1,3 m széles, 2,6 m magas, természetes jellegű, háromszög alakú és vízszintes tengelyirányú bejárata. A részletesen felmért barlang 3 m hosszú, 2,8 m függőleges kiterjedésű, 2,8 m magas, 0 m mély és 3 m vízszintes kiterjedésű. Triász dolomitban húzódik az üreg. A barlang kialakulását előkészítette a tektonika. Az üreg karsztvízszint alatti oldódás miatt jött létre. A kőfülke térformájú barlang vízszintes talpú, és jellemző szelvénytípusa a hasadék. Szerves kitöltése: talaj, humusz, avar, alga.
Tematikus feldolgozás: irodalom, térkép, fénykép, leírás. Barlangleltári szám: 1. 1975-ben lett először említve a barlang az irodalomban (Kocsis Antal). 1979-ben, az Alba Regia Barlangkutató Csoport által végzett kataszterezéskor a csoport készítette el a barlang részletes térképét. A gyakorlatilag érintetlen barlang taposott aljzatú. A könnyű sétával megközelíthető, könnyen járható barlang megtekintéséhez nem szükséges engedély. Illetékes természetvédelmi hatóság: Duna–Ipoly Nemzeti Park Igazgatóság. A barlang felszínének védettsége: Vértesi Tájvédelmi Körzet (19/1976. OTvH határozat). A barlangjáró alapfelszerelés nélkül látogatható, képződménymentes barlang természetes állapotát nem veszélyezteti semmi.